# Freemium
Freemium (contrazione dei termini free, inteso come gratuito, e premium) è una strategia di marketing che consiste nell'offrire gratuitamente una versione di base di un prodotto proprietario (prevalentemente software proprietario) ed eventualmente nel proporre a pagamento funzionalità aggiuntive.

## Origine
Già dagli anni 1980 non era una novità che alcuni prodotti fossero utilizzabili senza un costo apparente ed avessero funzionalità aggiuntive disponibili solo previo compenso. Ciò nonostante, il termine freemium ha un'origine riconducibile soltanto nel 2006.

## Modelli proposti
Secondo Chris Anderson, ex direttore della rivista Wired, si possono identificare quattro modelli di freemium:
- Limitazione temporale (gratis per pochi giorni, poi a pagamento)
- Limitazione delle funzionalità
- Limitazione del numero degli utenti (gratis per un certo numero di utenti)
- Limitazione del tipo di cliente (ad esempio gratis per le aziende piccole e giovani, a pagamento per quelle grandi)

Anche se generalmente per freemium si intende solo la limitazione delle funzionalità.

## Significato
Nel giugno 2011, PC World ha riferito che il software antivirus tradizionale aveva iniziato a perdere quote di mercato a favore dei prodotti antivirus freemium. A settembre 2012, tutte tranne due delle 50 app con il maggior incasso nella sezione Giochi dell'App Store di iTunes di Apple supportavano gli acquisti in-app, portando Wired a concludere che gli sviluppatori di giochi erano ora tenuti a scegliere tra l'inclusione di tali acquisti o la rinuncia a un sostanzioso flusso di entrate. A partire dal 2013, la piattaforma di distribuzione digitale Steam ha iniziato ad aggiungere numerosi giochi free-to-play e ad accesso anticipato alla sua libreria, molti dei quali utilizzavano il marketing freemium per le loro economie di gioco. A causa delle critiche che i giochi multiplayer che rientrano in questa categoria erano di natura pay-to-win o erano di bassa qualità e non sono mai stati sviluppati, da allora Valve ha aggiunto regole più severe alle sue politiche di accesso anticipato e free-to-play.

## Diffusione
Questa strategia di prezzo si è prevalentemente diffusa per applicazioni informatiche, soprattutto per dispositivi mobili, quali videogiochi (soprattutto online) e servizi di archiviazione e file sharing.